# إريك والتر
إريك والتر (بالألمانية: Eric Walther)‏ هو متسابق خماسي حديث ألماني، ولد في 13 مارس 1975 في برلين في ألمانيا.

## وصلات خارجية
- اريك فالتر على موقع الاتحاد الدولي للخماسي الحديث (الإنجليزية)
- اريك فالتر على موقع أوليمبيديا (الإنجليزية)